# سوپرجام اروپا ۲۰۲۳
سوپر جام اروپا ۲۰۲۳ چهل و هشتمین دوره از رقابت‌های سوپر جام اروپا است. این مسابقه فوتبال سالیانه توسط یوفا بین قهرمان لیگ قهرمانان اروپا و لیگ اروپا برگزار شد. این مسابقه در ۱۶ اوت ۲۰۲۳ بین منچستر سیتی قهرمان لیگ قهرمانان اروپا ۲۳–۲۰۲۲ و سویا قهرمان لیگ اروپا ۲۳–۲۰۲۲ در ورزشگاه کارایسکاکیس شهر پیرئوس در کشور یونان برگزار شد.

## بازی
| منچستر سیتی                                                | ۱–۱ (و.ا.) | سویا                                                             |
| ---------------------------------------------------------- | ---------- | ---------------------------------------------------------------- |
| کول پالمر ۶۳'                                              |            | یوسف النصیری ۲۵'                                                 |
| ضربات پنالتی                                               |            |                                                                  |
| ارلینگ هالند خولیان آلوارز متئو کواچیچ جک گریلیش کایل واکر | ۴-۵        | لوکاس اوکامپوس رافا میر ایوان راکیتیچ گنزالو مونتیل نمانیا گودلی |